# Lotononis pseudodelicata
Lotononis pseudodelicata är en ärtväxtart som först beskrevs av Antonio Rocha da Torre, och fick sitt nu gällande namn av Roger Marcus Polhill. Lotononis pseudodelicata ingår i släktet Lotononis och familjen ärtväxter. Inga underarter finns listade i Catalogue of Life.